# Prisma (revue)
Pour les articles homonymes, voir Prisma.
 (septembre 2018).
Si vous disposez d'ouvrages ou d'articles de référence ou si vous connaissez des sites web de qualité traitant du thème abordé ici, merci de compléter l'article en donnant les références utiles à sa vérifiabilité et en les liant à la section « Notes et références ».
Prisma est une revue littéraire, murale, éditée à Buenos Aires entre 1921 et 1922, dirigée par Jorge Luis Borges.

## Historique
À la suite de ses études en Europe et particulièrement à Genève où il se passionne pour la poésie, Borges part, avec sa famille, pour des séjours prolongés en Espagne, à Madrid, Barcelone ou Majorque. Le jeune poète y découvre le mouvement ultraïste, l'effervescence artistique, et participe à plusieurs publications, notamment Grecia et Reflector. Lié à de nombreux écrivains du moment tels que Rafael Cansinos Assens, Jacobo Sureda ou Ramon Gomez de la Serna et Guillermo de Torre, il est d'abord un fervent défenseur et collaborateur du mouvement ultraïste, avant de devenir plus critique à son égard lorsqu'il sentira le mouvement tourner en rond et ne produire qu'une modernité mécanique.
Rentré en Argentine avec sa famille, il décide de poursuivre l'aventure poétique et théorique en diffusant les idées artistiques modernes dans son pays. Il fonde alors la revue Prisma, encore largement inspirée par l'ultraïsme, et trouve à celle-ci un moyen de diffusion original: la revue est une unique grande feuille placardée sur les murs de la ville.
Prisma a une courte existence : seulement deux livraisons et une troisième en projet.
Son premier numéro propose, sous un bois-gravé de l'artiste Norah Borges, sœur de Jorge Luis Borges, une Proclamation cosignée par Guillermo de Torre, Guillermo Juan (Borges), Eduardo Gonzalez Lanuza et Jorge Luis Borges. Sur le reste de l'affiche figurent divers poèmes : Caminos de José Rivas Panedas, Risa et Extasis de Pedro Garfias, Aldea de Jorge Luis Borges, Naufragio d'Adriano del Valle, Sol d'Isaac del Vando-Villar, El tren d'Eduardo Gonzalez Lanuza, Puerto de Guillermo Juan Borges, et Angustia de Jacobo Sureda.
Dans le second on retrouve une nouvelle gravure de Norah Borges, une nouvelle Proclamation par les mêmes cosignataires que celle du premier numéro, et les poèmes suivants : Poema pastoral d'Adriano del Valle, Bahia de R. Yépez Alvear, Iglesia et Playa de Guillermo Juan Borges, Nocturno d'Eduardo Gonzalez Lanuza, Auriculares de Guillermo de Torre, Tormenta de Francisco M. Piñero, Atardecer de Jorge Luis Borges, El Oso: Oso. Un espectaculo admirable. Los bohemios pasan. de Salvador Reyes, enfin Poema de Jacobo Sureda.
Le troisième numéro, qui ne voit jamais le jour puisque la revue est abandonnée au profit d'une nouvelle entreprise, Proa, devait contenir un poème de Ricardo Eufemio Molinari : Veleta.
À Prisma succèdent les revues Proa, puis Martin Fierro, toujours animées par Jorge Luis Borges.